# Alcàsser
Pour les articles homonymes, voir Alcazar.
Alcàsser, en valencien et officiellement (Alcácer en castillan), est une commune de la province de Valence, dans la Communauté valencienne, en Espagne. Elle est située dans la comarque de l'Horta Sud et dans la zone à prédominance linguistique valencienne.

## Géographie

Localisation d'Alcàsser
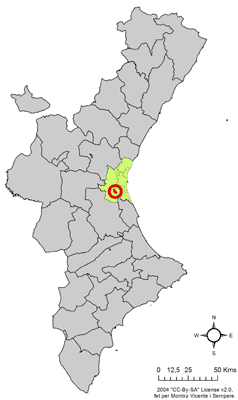
dans la Communauté valencienne.
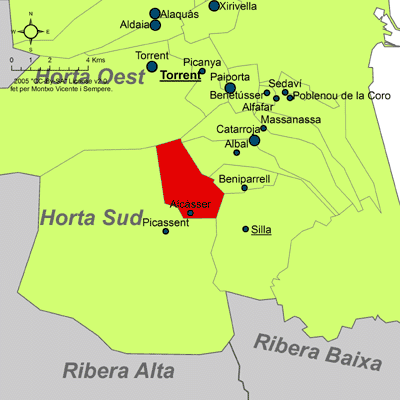
dans la comarque de l'Horta Sud.

### Communes limitrophes
Le territoire municipal d'Alcàsser est voisin de celui des communes suivantes :
Torrent, Catarroja, Albal, Beniparrell, Silla et Picassent, toutes situées dans la province de Valence.

## Démographie
| 1900  | 1910  | 1920  | 1930  | 1940  | 1950  | 1960  | 1970  | 1981  | 1991  | 1996  | 2001  | 2006  | 2009  | 2017  | 2021   |
| ----- | ----- | ----- | ----- | ----- | ----- | ----- | ----- | ----- | ----- | ----- | ----- | ----- | ----- | ----- | ------ |
| 3 200 | 3 411 | 3 530 | 4 055 | 4 368 | 4 473 | 4 679 | 5 449 | 6 555 | 7 191 | 7 335 | 7 562 | 8 505 | 9 103 | 9 813 | 10 226 |